# Bill Hajt
William Albert Hajt (Saskatoon, 18 novembre 1951) è un ex hockeista su ghiaccio canadese.
Anche il figlio Chris è stato un giocatore di hockey su ghiaccio, ed in seguito allenatore.

## Carriera
Dopo aver vestito la maglia dei Saskatoon Blades, Hajt fu scelto in 33ª posizione assoluta da parte dei Buffalo Sabres nell'NHL Amateur Draft 1971. Dopo aver saltato l'intera stagione 1971-72 fece il proprio debutto assoluto in National Hockey League.
Ad inizio carriera fra il 1972 ed il 1974 alternò presenze in NHL con quelle in AHL presso la formazione affiliata a Buffalo, i Cincinnati Swords. In NHL giocò soltanto con i Sabres, totalizzando 44 reti e 218 assist in 934 incontri disputati. Dal punto di vista realizzativo la stagione migliore per Hajt fu quella da rookie trascorsa interamente presso i Sabres nel 1974-75, con 29 punti raccolti ed una valutazione plus/minus di +47.

## Palmarès

### Club
- Calder Cup: 1

Cincinnati: 1972-1973